# Purpendicular
| 평가 점수                        | 평가 점수    |
| 출처                             | 점수         |
| -------------------------------- | ------------ |
| AllMusic                         | [ 1 ]        |
| Blogcritics                      | (favourable) |
| Collector's Guide to Heavy Metal | 10/10        |

《Purpendicular》는 영국의 하드 록 밴드인 딥 퍼플의 열다섯 번째 스튜디오 음반이다. 1996년에 발매된 이 음반은 리치 블랙모어를 대체한 딕시 드렉스의 기타리스트 스티브 모스와의 첫 번째 음반이며, 한편 블랙모어는 레인보우를 부활시키고 음반 《Stranger in Us All》을 발매했다.
1995년 2월부터 10월까지 플로리다주 올랜도의 그레그 라이크 프로덕션에서 녹음되었으며, 대런 슈나이더와 키스 앤드류스가 프로듀싱하였다. 이전 음반들보다 더 실험적인 접근법을 가지고 있었다. 예를 들어, 〈The Aviator〉에 대한 편곡은 《Fireball》의 〈Anyone's Daughter〉 이후 밴드의 이전 작품에서는 들을 수 없었던 어쿠스틱 포크/컨트리 편곡을 사용하였다. 〈Vavoom: Ted the Mechanic〉은 작은 키보드 부분을 특징으로 하며, 주로 기타 부분을 중심으로 한다. 기타 연주에 새로 추가된 것은 핀치 하모닉스로, 〈Vavoom: Ted the Mechanic〉과 〈Somebody Stole My Guitar〉에서 매우 두드러지게 사용되었다. 〈Sometimes I Feel Like Screaming〉와 〈Vavoom: Ted the Mechanic〉은 최근 투어에서 딥 퍼플의 라이브 세팅 리스트에 고정되어 있었다.
밴드의 후속 음반 제목인 《Abandon》처럼, 《Purpendicular》는 말장난이다. 이 경우 밴드의 이름과 "수직(Perpendicular)"이라는 단어에 기초한다.

## 곡 목록
모든 곡들은 이언 길런, 로저 글로버, 존 로드, 스티브 모스, 이언 페이스에 의해 작사/작곡하였다.
| #   | 제목                                | 재생 시간 |
| --- | ----------------------------------- | --------- |
| 1.  | 〈Vavoom: Ted the Mechanic〉        | 4:16      |
| 2.  | 〈Loosen My Strings〉               | 5:57      |
| 3.  | 〈Soon Forgotten〉                  | 4:47      |
| 4.  | 〈Sometimes I Feel Like Screaming〉 | 7:29      |
| 5.  | 〈Cascades: I'm Not Your Lover〉    | 4:43      |
| 6.  | 〈The Aviator〉                     | 5:20      |
| 7.  | 〈Rosa's Cantina〉                  | 5:10      |
| 8.  | 〈A Castle Full of Rascals〉        | 5:11      |
| 9.  | 〈A Touch Away〉                    | 4:36      |
| 10. | 〈Hey Cisco〉                       | 5:53      |
| 11. | 〈Somebody Stole My Guitar〉        | 4:09      |
| 12. | 〈The Purpendicular Waltz〉         | 4:45      |